# Marché d'Yeongdeungpo (métro de Séoul)
Marché d'Yeongdeungpo est une station sur la ligne 5 du métro de Séoul, dans l'arrondissement d'Yeongdeungpo-gu.